# Force Motors

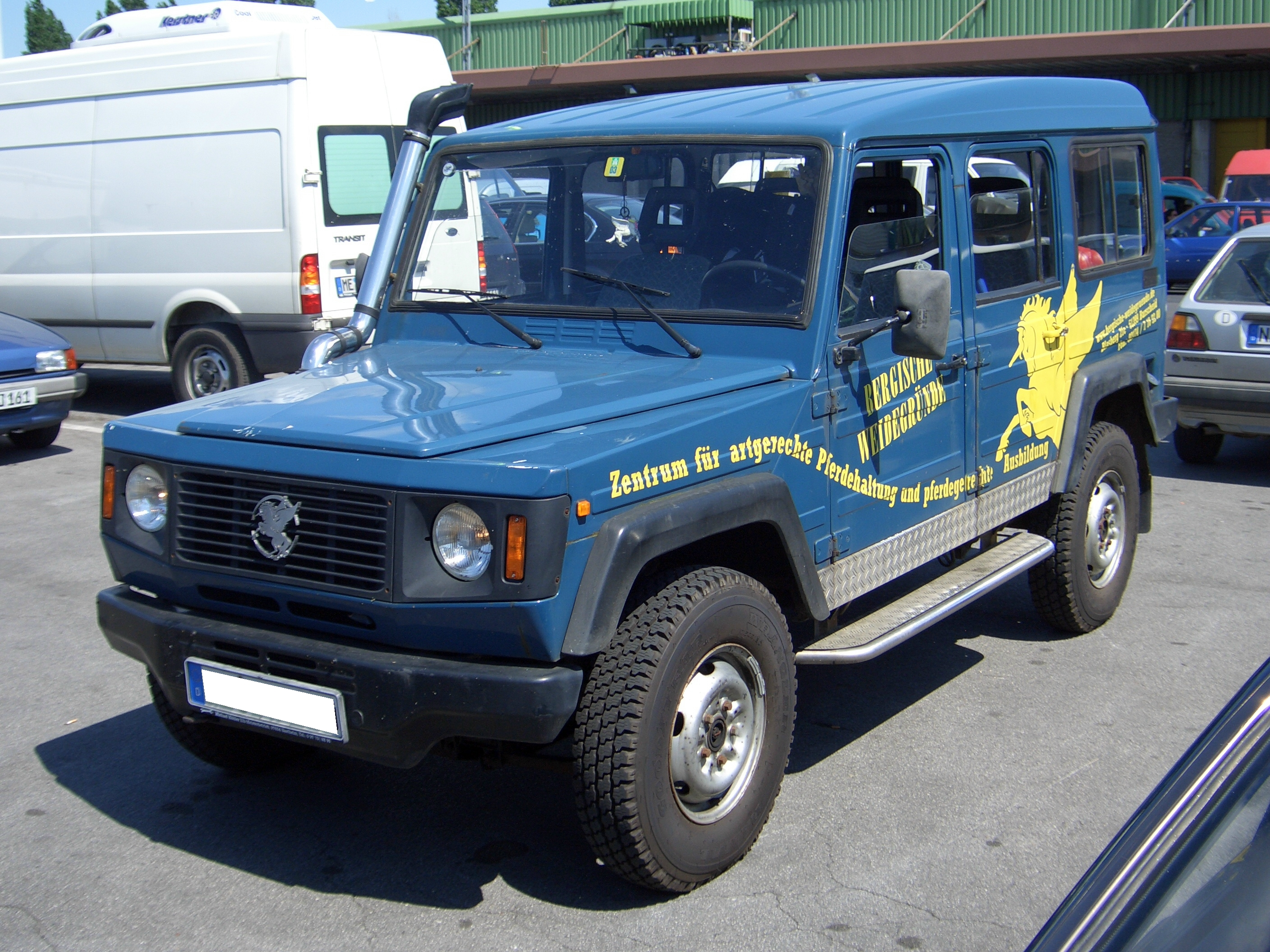
Force Motors Tempo

Force Motors (dawniej Bajaj Tempo) – indyjskie przedsiębiorstwo branży motoryzacyjnej zajmujące się produkcją autoriksz, samochodów terenowych i dostawczych, ciągników rolniczych oraz autobusów. Siedziba spółki mieści się w Pune, w stanie Maharashtra. 
Przedsiębiorstwo założone zostało w 1958 roku pod nazwą Firodia Tempo, po zakupie części udziałów przez Bajaj Auto nazwa zmieniona została na Bajaj Tempo. W 1976 roku Hindusi podjęli współpracę ze spółką Mercedes-Benz. W 2000 roku DaimlerChrysler posiadał 16,8% udziałów w spółce Bajaj Tempo, zaś reszta - 83,2% - pozostawała w rękach Bajaj Group. W 2001 roku DaimlerChrysler sprzedał swoje udziały, a w 2005 roku zażądał zaprzestania używania marki Tempo, której był właścicielem. W rezultacie nazwa spółki zmieniona została na Force Motors.

## Modele
- Force Motors Trax Challenger
- Force Motors Trax Cruiser
- Force Motors Challenger
- Force Motors Cruiser
- Force Motors Toofan
- Force Motors Tempo
- Force Motors Gama
- Force Motors Gama Classic
- Force Motors Cruiser Classic